# Höchster Hütte
Die Höchster Hütte (italienisch Rifugio Canziani) – auch Grünseehütte – ist eine Schutzhütte der Sektion Mailand des Club Alpino Italiano (CAI) in den Ortler-Alpen in Südtirol.

## Lage und Umgebung
Die Höchster Hütte liegt auf 2560 m s.l.m. Höhe am oberen Ende des Ultentals gleich neben dem Grünsee. Die nächstgelegene Ortschaft ist St. Gertraud, das zur Gemeinde Ulten gehört.
Das Schutzhaus dient als Stützpunkt für Touren in den Zufrittkamm und Ilmenkamm. Von der Hütte führt der Normalweg zur westlich gelegenen Hinteren Eggenspitze. In Richtung Nordwesten gelangt man zur Zufrittspitze und weiter ins Martelltal. Auf dem Weg nach Süden kann man über das Schwärzer Joch das Trentino erreichen.

## Geschichte
Die Hütte wurde 1909 von der Sektion Höchst des DuOeAV an der Stelle des heutigen Staudammes errichtet. Mit Beginn der Bauarbeiten zum Stausee wurde sie 1957 abgerissen und etwa 50 m weiter oben neu errichtet. Sie diente als Unterkunft für die Bauarbeiter. Die Sektion Mailand des Club Alpino Italiano (CAI) übernahm die Hütte 1977 und benannte sie nach ihrem Gründungsmitglied, dem Ski-Alpinisten Umberto Canziani, der im Ersten Weltkrieg 1915 am Vršičpass gefallen war.

## Zustieg
- Weißbrunn im Ultental in 1,5 Stunden

## Gletschertouren
- Zufrittspitze (3439 m) in 3 Stunden
- Lorchenspitze  (3347 m) in 2,5 Stunden
- Hintere Eggenspitze (3443 m) in 3 Stunden[3]